# Trachelipus rhinoceros
Trachelipus rhinoceros är en kräftdjursart som först beskrevs av Gustav Budde-Lund 1885.  Trachelipus rhinoceros ingår i släktet Trachelipus och familjen Trachelipodidae. Inga underarter finns listade i Catalogue of Life.